# Ryan Tobin
Ryan Tobin (ur. 9 września 1974 roku) – amerykański zapaśnik w stylu wolnym. Złoty medalista mistrzostw panamerykańskich w 1997 roku.
Zawodnik Brandon Valley High School z Brandon i University of Nebraska–Lincoln. Trzy razy All-American (1995, 1996 i 1998) w NCAA Division I, trzeci w 1996; czwarty w 1998 i ósmy w 1995 roku. Po zakończeniu kariery trener zapasów na University of Nebraska.